# Łokomotiw 2000 Płowdiw
Łokomotiw 2000 Płowdiw (buł. ШК „Локомотив 2000” Пловдив) – bułgarski klub szachowy z siedzibą w Płowdiwie, dwukrotny mistrz kraju.

## Historia
Stowarzyszenie zostało wpisane do rejestru sądowego w 1999 roku. Współzałożycielem klubu był Georgi Tringow. W 2001 roku klub zajął czwarte miejsce w mistrzostwach kraju. W 2004 roku uzyskano trzecie miejsce. Rok później klub zdobył tytuł mistrzowski. W kadrze drużyny znajdowali się wówczas m.in. Władimir Dimitrow, Julian Radułski i Nikołaj Ninow. Rok później klub zdobył wicemistrzostwo Bułgarii. W sezonie 2007 Łokomotiw 2000 uzyskał drugi tytuł mistrzowski. W 2012 roku uzyskano wicemistrzostwo kraju. Ponadto trzy razy w swojej historii klub zdobył mistrzostwo Bułgarii kobiet; zawodniczkami klubu były m.in. Adriana Nikołowa i Iwa Widenowa. W 2014 roku Łokomotiw 2000 nie przystąpił do rozgrywek rangi mistrzowskiej.

## Arcymistrzowie w historii klubu
- Władimir Dimitrow[11]
- Grigor Grigorow[12]
- Ewgeni Janew[11]
- Miłko Popczew[11]
- Julian Radułski[11]
- Ljuben Spasow[13]